# Krapan (rijeka)
Krapan je rječica u Istri, lijeva pritoka Raše. Duga je 9,151 km. Izvire u blizini grada Labina i naselja Ripenda Verbanci. Naselje Krapan dobilo je ime po rijeci. Prolazi kroz grad Labin i naselja Krapan i Raša.